# Federazione lavoratori della conoscenza
La Federazione lavoratori della conoscenza (FLC CGIL) è un'organizzazione della CGIL  che opera nei settori dell'educazione, dell'istruzione, della formazione e della ricerca.
I comparti contrattuali organizzati sono le Accademie e i Conservatori, la formazione professionale, la ricerca, la Scuola (statale, non statale, all'estero) e l'Università. Contava 211 769 iscritti al 31 dicembre 2017, di cui, al 31 dicembre 2018, 141 425 dipendenti pubblici del comparto istruzione e ricerca. Il sindacato è storicamente tra le sigle più rappresentative tra i dipendenti pubblici del comparto scuola prima e istruzione e ricerca poi. Dalla sua fondazione risulta essere la prima sigla per numero di voti nelle RSU e la seconda sigla per numero di iscritti (dietro a CISL Scuola prima e a CISL-FSUR poi).

## Storia

### Origini e opposizione alle riforme Gelmini e Moratti
Le origini della FLC si hanno nel Sindacato Nazionale Scuola (SNS-CGIL), fondato nel 1967, che associava i lavoratori di scuola e università. Nel 1986 venne fondato il Sindacato Nazionale Università (SNU-CGIL), assieme a una Federazione Scuola e Università, organizzazione di secondo livello che continuava ad associare i due sindacati, ma che venne sciolta nel 1992. Nel 1996 venne ricreata una federazione di secondo livello denominata Scuola - Università - Ricerca - Formazione, che oltre a SNS e SNU comprendeva anche il Sindacato Nazionale Ricerca (SNR), organizzazione fondata nel 1973 che associava i lavoratori del comparto ricerca. L'anno successivo SNU e SNR si fusero nel nuovo Sindacato Nazionale Università e Ricerca (SNUR-CGIL). Nell'aprile del 2004 la federazione cambiò denominazione in Federazione lavoratori della conoscenza (FLC-CGIL).
Nel febbraio 2006 venne celebrato il I Congresso nazionale, i cui lavori iniziano a Trieste per concludersi a Portorose (Slovenia), e la FLC iniziò la propria attività come Federazione di carattere congressuale. Il primo segretario dalla fondazione all'Ottobre del 2008 fu Enrico Panini.
Il sindacato si oppose, assieme a CISL e UIL Scuola, alle Riforme Moratti e Gelmini, promosse dai Governi Berlusconi II e Berlusconi IV, criticandone i tagli alla spesa scolastica e l'uso delle valutazioni INVALSI come modo per mettere in concorrenza le scuole, paventando il pericolo di una crescita delle disuguaglianze territoriali, di un complessivo peggioramento del servizio scolastico e di una sua mercatizzazione. La mobilitazione fu tuttavia indebolita da uno scarso coordinamento tra i principali sindacati e dalla scarsa capacità di coinvolgere soggetti esterni alla scuola. I principali risultati vennero raggiunti a livello regionale (riuscendo a ottenere un'attenuazione dei tagli alla spesa in alcune regioni) e a livello locale, riuscendo di fatto a rendere inapplicate quelle parti della riforma lasciate alla volontà delle singole scuole, come la riduzione delle ore scolastiche nella scuola primaria.

### Opposizione alla "Buona Scuola" e campagne recenti
Tra 2014 e 2015 il sindacato fu tra i principali oppositori della riforma approvata su iniziativa del Governo Renzi denominata Buona Scuola. La riforma, che consolidava il sistema di valutazione INVALSI ed aumentava il potere di gestione economica e di assunzione da parte dei dirigenti scolastici, venne vista come lesiva dei diritti degli insegnanti, in quanto secondo il sindacato ne avrebbe diminuito l'autonomia ed aumentato il carico di lavoro. In opposizione alla proposta di legge il sindacato lanciò la campagna Fai la scuola giusta, caratterizzata da diverse iniziative sia sul territorio, come flash-mob, sia da una campagna informativa digitale e che culminò in uno sciopero generale il 5 maggio 2015, organizzato assieme a CISL Scuola e UIL Scuola. Nonostante il successo dello sciopero con un tasso di adesione del 65%, la maggioranza governativa approvò però la proposta di legge il 13 luglio successivo. Un successivo tentativo di promuovere un referendum abrogativo fallì per il mancato raggiungimento delle 500 000 firme necessarie. I principali risultati della mobilitazione saranno quindi ancora una volta a livello delle singole scuole, mentre a livello nazionale col nuovo Governo Gentiloni nel 2017 verrà ottenuta una riforma dei criteri di mobilità territoriale degli insegnanti. Sulla stessa linea di parziale discontinuità con le riforme precedenti si avrà inoltre nel 2018 il rinnovo del contratto collettivo nazionale della scuola, con un parziale recepimento delle istanze lanciate da FLC, CISL Scuola, UIL Scuola e SNALS-Confsal, nel manifesto dell'anno precedente La Scuola è aperta a tutti e a tutte, che vedeva il tentativo di riproporre un modello di scuola come centro educativo comunitario.
Sul fronte universitario nel 2015 il sindacato, assieme a ADI, Link e CRNSU, si fece promotore della campagna #perchénoino per l'ottenimento delle indennità di disoccupazione per i ricercatori precari delle università, anch'essa condotta su un doppio livello, fisico (verrà organizzata una manifestazione davanti al Ministero del Lavoro) e online, con una petizione che raccoglierà 10000 firme. Nonostante l'iniziale insuccesso, con un emendamento bocciato nel dicembre 2015, la campagna otterrà un esito favorevole due anni più tardi. Il nome della campagna sarà poi ripreso nel 2018 dal manifesto Perché noi no?, lanciato da FLC e ADI per proporre un piano di stabilizzazione per i precari di lunga data e un ritorno a un sistema di reclutamento più stabile.
L'8 marzo 2017 FLC, una delle federazioni CGIL a maggiore presenza femminile nella propria dirigenza, fu l'unica base confederale CGIL ad aderire allo sciopero globale delle donne indetto in Italia da Non Una di Meno, criticato dalla CGIL confederale in quanto visto come meramente simbolico.
Nello stesso anno suscitò dibattito la proposta dell'allora segretario generale FLC Sinopoli di sottoporre i docenti universitari alla disciplina prevista per il pubblico impiego, invece che lasciare la stipula dei rapporti di lavoro alle singole università. La proposta, lanciata in occasione dello sciopero dei docenti universitari dell'autunno, verrà tuttavia criticata da molti docenti in quanto a loro parere potenzialmente lesiva dell'autonomia dell'insegnamento universitario.

## Segretari generali
- 2004-2008: Enrico Panini[8]
- 2008-2016: Domenico Pantaleo[8]
- 2016-2023: Francesco Sinopoli[1]
- 2023-in carica: Gianna Fracassi[20]

## Iscritti
- 2007: 181 596[21]
- 2009: 191 901[22]
- 2015: 202 456[7]
- 2017: 211 769[1]

## Congressi nazionali
- Congresso costitutivo, Trieste-Portorose (Slovenia), 15-18 febbraio 2006
- II Congresso nazionale, San Benedetto del Tronto (AP), 14-18 aprile 2010
- III Congresso nazionale, Napoli (Città della Scienza), 10-12 aprile 2014
- IV Congresso nazionale, Colli del Tronto (AP), 17-19 dicembre 2018[1]

## Rappresentatività

### Comparti scuola, università e ricerca
| anno | Comparto scuola | Comparto scuola | Comparto scuola | Comparto scuola | Comparto scuola | Comparto università | Comparto università | Comparto università | Comparto università | Comparto università | Comparto ricerca | Comparto ricerca | Comparto ricerca | Comparto ricerca | Comparto ricerca |
| anno | deleghe         | deleghe         | voti            | voti            | media           | deleghe             | deleghe             | voti                | voti                | media               | deleghe          | deleghe          | voti             | voti             | media            |
| anno | num.            | %               | num.            | %               | %               | num.                | %                   | num.                | %                   | %                   | num.             | %                | num.             | %                | %                |
| ---- | --------------- | --------------- | --------------- | --------------- | --------------- | ------------------- | ------------------- | ------------------- | ------------------- | ------------------- | ---------------- | ---------------- | ---------------- | ---------------- | ---------------- |
| 2005 | 117 991         | 23,0 (2°)       | 280 906         | 32,5 (1°)       | 27,8 (1°)       | 6822                | 27,2 (2°)           | 11 557              | 29,0 (1°)           | 28,1 (2°)           | 2849             | 28,1 (1°)        | 2941             | 28,5 (2°)        | 28,3 (1°)        |
| 2007 | 124 089         | 23,1 (2°)       | 272 238         | 30,9 (1°)       | 27,0 (1°)       | 6767                | 26,4 (2°)           | 11 813              | 29,7 (1°)           | 28,1 (1°)           | 2783             | 27,7 (1°)        | 5592             | 33,0 (1°)        | 30,4 (1°)        |
| 2012 | 128 224         | 23,4 (2°)       | 257 427         | 33,1 (1°)       | 28,3 (1°)       | 6561                | 29,6 (1°)           | 13 983              | 34,7 (1°)           | 32,2 (1°)           | 3049             | 30,5 (1°)        | 5927             | 37,7 (1°)        | 34,1 (1°)        |

Fonti: dati ARAN

### Comparto istruzione e ricerca
| anno | deleghe | deleghe   | voti    | voti      | media     |
| anno | num.    | %         | num.    | %         | %         |
| ---- | ------- | --------- | ------- | --------- | --------- |
| 2015 | 140 694 | 23,3 (2°) | 259 858 | 30,3 (1°) | 26,8 (1°) |
| 2018 | 141 425 | 21,4 (2°) | 241 351 | 26,6 (1°) | 24,0 (2°) |

Fonti: dati ARAN